# Renia orthosialis
Renia orthosialis là một loài bướm đêm trong họ Noctuidae.